# Abierto de Estados Unidos 1991
Lista de los campeones del Abierto de Estados Unidos de 1991: 

## Individual masculino
Stefan Edberg (SWE) d. Jim Courier (USA), 6–2, 6–4, 6–0

## Individual femenino
Monica Seles (YUG) d. Martina Navratilova (USA), 7–6(7–1), 6–1

## Dobles masculino
John Fitzgerald(AUS)/Anders Järryd (SWE)

## Dobles femenino
Pam Shriver (USA)/Natasha Zvereva (URSS)

## Dobles mixto
Manon Bollegraf (Holanda)/Tom Nijssen (Holanda)
| Predecesor: 1990                         | Abierto de Estados Unidos 1991 | Sucesor: 1992                      |
| Predecesor: Campeonato de Wimbledon 1991 | Grand Slam 1991                | Sucesor: Abierto de Australia 1992 |

- Datos: Q1048933